# Peyton Roi List
Ne doit pas être confondu avec l'actrice Peyton List née en 1986.
 (avril 2025).
Si vous disposez d'ouvrages ou d'articles de référence ou si vous connaissez des sites web de qualité traitant du thème abordé ici, merci de compléter l'article en donnant les références utiles à sa vérifiabilité et en les liant à la section « Notes et références ».
Peyton Roi List, née le 6 avril 1998 en Floride, est une actrice et mannequin américaine. 
Elle est connue notamment pour ses rôles d'Emma Ross dans la série Jessie, de Holly Hills dans le Journal d'un dégonflé, de Laina Michaels dans The Thinning et MacKenzie dans Les Parias. Entre 2019 et 2025, elle tient le rôle récurrent de Tory Nichols, une fille redoutable karatéka, dans la série Cobra Kai, faisant suite aux films Karaté Kid. Et aussi elle survivra la seconde génération 

## Biographie

### Vie privée
Elle est la sœur jumelle de l'acteur Spencer List. Peyton a également un frère plus jeune qu'elle qui s'appelle Phoenix.
De 2017 à 2019, elle a été en couple avec l'acteur Cameron Monaghan après la séparation. 
Elle est actuellement en couple avec Jacob Bertrand son partenaire dans Cobra Kai

## Filmographie

### Cinéma
- 2007 : The Product of 3C : Winnie (jeune)
- 2008 : 27 Robes (27 Dresses) : Jane (jeune)
- 2008 : Remember Back, Remember When : Luna
- 2009 : Confessions d'une accro du shopping : fille fabuleuse #2
- 2010 : Remember Me : Samantha
- 2010 : L'apprenti sorcier (The Sorcerer's Appentice) : Becky (jeune)
- 2010 : Bereavement : Wendy Miller
- 2010 : Miriam's Song : Miriam
- 2010 : Secrets in the Walls : Molly Easton
- 2010 : Trop loin pour toi : Kaley Arizona
- 2011 : Le Journal d'un dégonflé 2 : Rodrick fait sa loi (Rodrick Rules) : Holly Hills
- 2011 : Duo à trois de Luke Greenfield : Darcy (jeune)
- 2012 : Le Journal d'un dégonflé 3 : Ça fait suer ! : Holly Hills
- 2013 : Ma sœur, mon pire cauchemar : Emily Ryder
- 2016 : Les Parias (The Outcasts) : MacKenzie
- 2016 : The Thinning : Laina Michaels
- 2016 : Le Swap : on a échangé nos corps ! (The Swap) : Ellie O'Brien
- 2018 : Anthem of a Teenage Prophet : Faith
- 2018 : The Thinning : New World Order : Laina Michaels
- 2018 : Gothic Sprinds : Blair
- 2019 : The Came You : Ashley
- 2019 : Paper piders : Lacy
- 2019 : Glamorous : Alyssa Says
- 2020 : Une longueur d'avance : Claire Carpenter
- 2020 : The Girl In The Woods : Carrie
- 2020 : Valley Girl de Rachel Goldenberg : Courtney
- 2020 : Hubie Halloween de Steven Brill : Peggy
- 2021 : Aileen Wuornos: American Boogeywoman : Aileen Wuarnos
- 2023 : A Littel Wihte Lie : Sophie Firestone
- 2024 : The Inheritance : Kami
- 2024 : Girl Hauts Boy : Beatrix Jenkins

### Télévision
- 2002 : As the World Turns : La petite fille au restaurant
- 2004 : La Force du destin (All My Children) : Bess
- 2007 : Saturday Night Live : fille (scène Angry Dog)
- 2008 : The Wonder Pets : fille #1
- 2008 : Cashmere Mafia : Sasha Burden
- 2008 : Late Show with David Letterman : enfant Von Trapp
- 2009 : Gossip Girl : petite fille #1 (saison 3, épisode 6)
- 2010 : New York, unité spéciale  : Larrisa Welsh (jeune) (saison 12, épisode 12)
- 2010 : L'Esprit d'une autre : Molly
- 2011–2015 : Jessie : Emma Ross (saison 1 à 4)
- 2013 : Austin & Ally : Emma Ross (saison 2, épisode 6)
- 2014 : C'est pas moi : Sherri (saison 1, épisode 8)
- 2015 : Agent K.C. : Emma Ross (saison 1, épisode 22)
- 2015–2021 : Camp Kikiwaka: Emma Ross (Saison 1.2.3.5)
- 2018–2019 : Happy Together : Sierra Quinn (saison 1, épisode 1)
- 2018-2019 : Light as a Feather : Olivia Richmond (11 épisodes)
- 2019 : Cobra Kai : Tory Nichols (49 épisodes)
- depuis 2023 : School Spirits : Maddie Nears

## Voix francophones
En France, Alice Orsat est la voix régulière de Peyton Roi List depuis la série Jessie en 2011.
| - Alice Orsat dans : - Jessie (série télévisée) - Le Chien qui a sauvé Noël (téléfilm) - Ma sœur, mon pire cauchemar (téléfilm) - Austin & Ally (série télévisée) - Agent K.C. (série télévisée) - Camp Kikiwaka (série télévisée) - School Spirits (série télévisée) | - Clara Quilichini dans : - Remember Me - L'Apprenti sorcier - Olivia Luccioni dans : - Cobra Kai (série télévisée) - The Inheritance Et aussi - Gabrielle Thouin dans Journal d'un dégonflé : Rodrick fait sa loi - Sarah Tayeb dans Journal d'un dégonflé : Ça fait suer ! - Marie du Bled dans Le Swap (téléfilm) - Sophie Frison dans C'est pas moi (série télévisée) - Elsa Bougerie dans Une longueur d'avance |

## Discographie
| Titre                           | Année | Duo                                 | Film/Série |
| ------------------------------- | ----- | ----------------------------------- | ---------- |
| Do You Want To Build a Snowman? | 2014  | Avec les acteurs de Disney Channel. |            |

En 2018, elle participe au clip Only You de Cheat Codes et Little Mix. 